# Експорт революції
Експорт революції — дії революційних урядів, спрямовані на поширення революційних ідей на територію інших країн. Прикладом експорту революції були наполеонівські війни. 
У 20 столітті спроби експорту революції здійснювала більшовицька Росія після революції 1917-го. Задачам експорту революції й перетворення її у світову, служило, наприклад, створення Комінтерну. Куба після Кубинської революції намагалася поширити революційні ідеї в інші країни Латинської Америки. Іншим прикладом була діяльність уряду Ірану, спрямована на поширення ісламської революції у 1980-их. 
Радянська Росія в кінці 20-их років прийняла доктрину побудови соціалізму в окремій країні й засудила спроби експорту революції, і, зокрема, теорію перманентної революції Троцького. Відтоді офіційна радянська ідеологія зображала теорію експорту революції як ідеалістичну теорію, що ігнорує об'єктивні закономірності суспільного розвитку, передбачає, що процеси соціальної революції можуть виникати спонтанно або за зовнішнім примусом. Стверджувалося, що така сучасна філософська система, як історичний матеріалізм, відкидає теорію експорту революції як надуману і ненаукову. Стверджувалося також, що теорія експорту революції приписується марксистам для обґрунтування практик придушення силою зброї або підкупом демократичних, народних та інших визвольних рухів і революцій, тобто для обґрунтування експорту контрреволюції. Таким чином теорія і «практика» експорту революції засуджувалася як реакційна.